# 帕爾費尼耶沃區

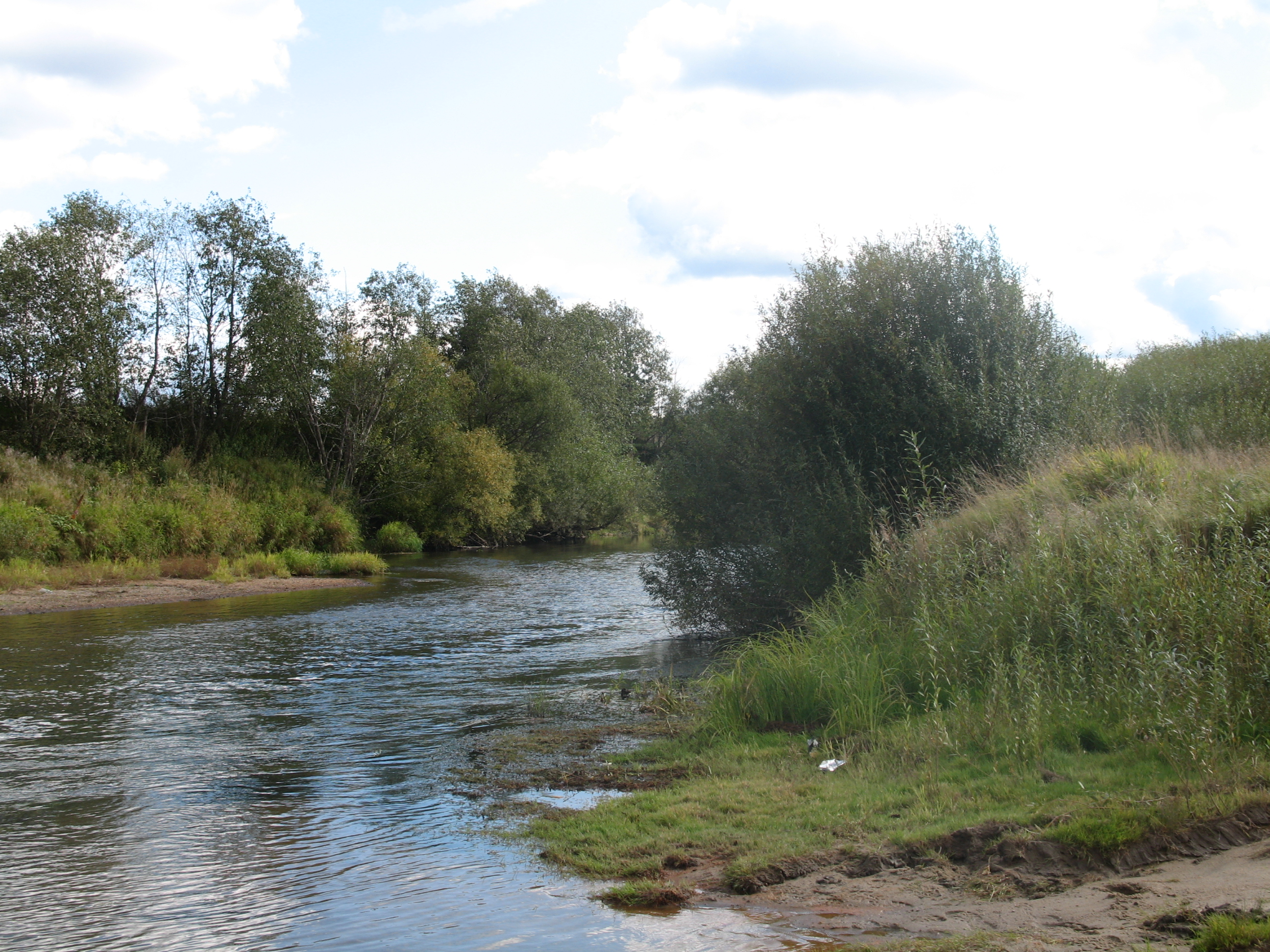

58°28′56″N 43°24′33″E / 58.48222°N 43.40917°E
帕爾費尼耶沃區（俄语：Парфеньевский район），是俄羅斯的一個區，位於該國西部，由科斯特羅馬州負責管轄，面積2,500平方公里，2010年人口6,391，人口密度每平方公里2.56人。